# Campionati mondiali di ginnastica aerobica 2016
I Campionati mondiali di ginnastica aerobica 2016 sono stati la 14ª edizione della competizione organizzata dalla Federazione Internazionale di Ginnastica.
Si sono svolti a Incheon, in Corea del Sud, dal 17 al 19 giugno 2014.

## Nazioni partecipanti
- Algeria
- Argentina
- Australia
- Austria
- Azerbaigian
- Brasile
- Bulgaria
- Cambogia
- Rep. del Congo
- Cina
- Rep. Ceca
- Spagna
- Finlandia
- Francia
- Regno Unito
- Germania
- Grecia
- Ungheria
- Indonesia
- India
- Israele
- Italia
- Giappone
- Corea del Sud
- Lituania
- Messico
- Mongolia
- Nuova Zelanda
- Perù
- Portogallo
- Romania
- Sudafrica
- Russia
- Slovacchia
- Svezia
- Thailandia
- Tunisia
- Turchia
- Ucraina
- Venezuela
- Vietnam

## Medagliere
| Pos.   | Nazione       | Oro | Argento | Bronzo | Totale |
| ------ | ------------- | --- | ------- | ------ | ------ |
| 1      | Cina          | 2   | 3       | 1      | 6      |
| 2      | Corea del Sud | 2   | 0       | 1      | 3      |
| 3      | Romania       | 1   | 1       | 1      | 3      |
| 4      | Italia        | 1   | 1       | 0      | 2      |
| 4      | Giappone      | 1   | 1       | 0      | 2      |
| 6      | Ungheria      | 0   | 2       | 0      | 2      |
| 7      | Russia        | 0   | 0       | 2      | 2      |
| 8      | Messico       | 0   | 0       | 1      | 1      |
| 8      | Mongolia      | 0   | 0       | 1      | 1      |
| Totale | Totale        | 8   | 8       | 8      | 24     |

## Podi
| Evento                | Oro                    | Argento     | Bronzo        |
| Individuale maschile  | Mizuki Saito           | Daniel Bali | Ivan Veloz    |
| Individuale femminile | Oana Corina Constantin | Yu Yangyang | Aurelie Joly  |
| Coppia mista          | Italia                 | Ungheria    | Cina          |
| Trio                  | Corea del Sud          | Giappone    | Russia        |
| Gruppo                | Cina                   | Italia      | Romania       |
| Danza                 | Corea del Sud          | Cina        | Russia        |
| Step                  | Francia                | Cina        | Mongolia      |
| Gara a squadre        | Cina                   | Romania     | Corea del Sud |